# Розбійники. Глава 7
«Розбійники. Глава 7» (груз. ყაჩაღები. თავი VII, фр. Brigands, chapitre VII) — фільм відомого грузинсько-французького кінорежисера Отара Іоселіані.

## Сюжет
Вано — король крихітної країни. Країна ця прекрасна, багата і є предметом зазіхань сусідніх правителів. Тому Вано весь свій час проводить у війнах. Як і належить, його оточення складається з невдоволених, лицемірів, ревнивців і зрадників. Королева Ека нудьгує, і навіть пояс цнотливості не представляє для неї перешкоди. На щастя, відвойована у вдалій битві улюблена дружина султана, Лія, змогла вдало замінити королеву. Та все ж вона не пробачила своєму викрадачеві і знайшла помсту в келиху отруєного вина. Але чи то Вано призначено було довго жити, чи то у Лії виявилася нетверда рука…
Вано — дрібний кишеньковий злодій, імовірно, навіть дуже спритний, щоб залишитися непоміченим красунею-революціонеркою Екой, яка використовує його талант на службу своєї справи. Після перемоги вони разом підіймаються по сходах нової влади: перед ними відкривається світле соціалістичне майбутнє. Але, як і в минулі часи, успіх спричиняє заздрість, незадоволеність і зраду. Одного дня на вечірці всі «друзі» напиваються і, не зважаючи на те, що «істина у вині», не всяку істину варто виголошувати вголос. Тому вони опиняються у в'язниці…
Сьогодні маленька країна Вано все так само красива, але по дивних причинах її громадяни відчувають необхідність вбивати один одного. Деякі стріляють з дахів по всьому, що рухається, інші роз'їжджають по вулицях у танках. Доки дехто б'ється, інші мародерствують і збагачуються. Що ж залишається робити посеред всього цього гармидеру? Лише випивати з приятелями. І тоді Вано вирішує покинути свою прекрасну маленьку країну і виїхати у величезну столицю іноземної держави, де, кажуть, жити легко…

## Актори
- Амірал Аміранашвілі (англ. Amiran Amiranashvili) — Спірідон
- Дато Гогібедашвілі (англ. Davit Gogibedashvili) — Ека
- Гуіо Тзинцадзе (англ. Giorgi Tsintsadze) — Віктор
- Ніно Орджонікідзе (англ. Nino Ordjonikidze) — Кола
- Алексі Джакелі (англ. Aleqsi Jakeli) — Лія
- Ніко Картсівадзе (англ. Niko Kartsivadze)
- Келі Капанадзе (англ. Keli Kapanadze) — Ніко
- Дато Тарієлашвілі (англ. Dato Tarielachvili)
- Нико Тарієлашвілі (англ. Nico Tarielashvili)
- Марина Картсівадзе (англ. Marina Kartsivadze)
- Какіхі Маісоурадзе (англ. Kakhi Maisuradze)
- Еммануель де Шовіньі (англ. Emmanuel de Chauvigny)
- Нарда Бланшет (англ. Narda Blanchet)
- Енн-Марі Ейженшітц (англ. Anne-Marie Eisenschitz)

## Нагороди

### Ніка
- Нагорода Академія кінематографічних мистецтв у номінації «Найкращий режисер» (1999 рік), пов'язана з перемогою у 1998 році Олександра Балабанова з фільмом «Про виродків і людей».

### Венеційський кінофестиваль
- Перемога у номінації «Великий спеціальний приз журі» (1996 рік)
- Номінація на «Золотий лев» (1996 рік)